# زمان لول
زمان لول مسلسل إماراتي من إخراج بطال سليمان وتأليف جمال سالم وبطولة غانم السليطي وسميرة أحمد ونورة البلوشي.

## القصة
يتناول المسلسل العودة إلى فترة السبعينات التي كانت بداية الازدهار وتدفق النشاط الاقتصادي والتعليمي مع ظهور النفط، ويقوم المسلسل بعرض هذه المتغيرات بأسلوب ساخر يتعرف المشاهد خلالها إلى بيئة الإمارات في تلك الفترة. ويروي المسلسل حكاية غانم والعنود اللذين يلتقيان بالمصادفة بعد سنين من القطيعة، ويفتح هذا اللقاء أبواب الحنين والذكريات البريئة التي عاشها بطلا القصة في الشباب.

## الجوائز
حاز على جائزة أفضل مسلسل كوميدي في الدورة الثالثة عشرة لمهرجان الخليج للإذاعة والتلفزيون التي استضافتها مملكة البحرين بتاريخ 27 مارس 2014م.

## بطولة
- غانم السليطي : غانم
- سميرة احمد : العنود
- أحمد الجسمي : جمعة
- خلف الأحبابي : حارب البدوي
- نورة البلوشي : والدة غانم
- مريم سلطان : لطيفة
- مروان عبد الله سيف ابن العنود
- إبراهيم سالم : درويش
- سعيد سالم : ضاعن
- عيسى كايد
- عبد الله زيد : زيد
- جمعة علي : إبراهيم
- ساعد الجنيبي : مانع طليق جميلة
- يوسف بوهلول : الاستاذ عبد الكريم
- نصر حماد : الاستاذ شندويلي
- رامي الرومي
- عادل خميس
- نيفين ماضي : جميلة بنت غانم
- آلاء شاكر : حصة زوجة غانم
- سعيد عبدالعزيز : الخباز بور